# Callidium leechi
Callidium leechi är en skalbaggsart som beskrevs av Linsley och Chemsak 1963. Callidium leechi ingår i släktet Callidium och familjen långhorningar. Inga underarter finns listade.